# 宮興盛
宮 興盛（みや おきもり）は、戦国時代から安土桃山時代にかけての武将。備後国の国人で、毛利氏家臣。父は宮高盛。子に宮景盛。

## 生涯
備後国の国人である宮高盛（上総介）の子として生まれる。
天文9年（1540年）3月23日に父・高盛が死去し、その後を継いだ。
天正7年（1579年）3月21日に死去。嫡男の景盛が後を継いだ。